# EGL (API)
Pour les articles homonymes, voir EGL.

Wayland et EGL.

EGL (Embedded-System Graphics Library) est une interface de programmation (API) du Khronos Group, faisant le lien entre ses API de rendu, comme OpenGL ES ou OpenVG, et le système de fenêtrage du système d'exploitation sous-jacent. EGL est une option moins dépendante de la plate-forme que GLX ou WGL.

L'empilement graphique Linux utilise Mesa 3D

Le Système de fenêtrage est basé sur Wayland et EGL

## Description
EGL prend en charge la gestion des contextes graphiques, les relations entre les surfaces de dessin et les tampons mémoire, ainsi que la synchronisation du rendu. EGL permet ainsi la gestion efficace de rendu graphique mixte (2D et 3D) accéléré matériellement.

## Mise en œuvre
EGL est actuellement supporté officiellement, d'après le Khronos Group, sur
- Android
- GBM, utilisé notamment par Mesa 3D et Ozone, le système de fenêtrage de Chrome OS/Chromium OS[3]. À la conférence, XDC2014, Andy Ritger de Nvidia a proposé d'améliorer EGL afin qu'il remplace GBM en implémentant toutes ses fonctionnalités[4].
- Wayland avait à l'origine sa propre implémentation d'EGL appelée Eagle, elle a été fusionnée depuis avec l'implémentation EGL de Mesa 3D, bénéficiant ainsi de la centralisation au sein de ce projet[5].
- X11, les spécifications d'EGL lui permettent de s'interfacer avec X11 avec une API très similaire à celle de GLX, la remplaçant ainsi avantageusement.

De son côté, Ubuntu a développé son propre système d'affichage en parallèle à Wayland, nommé Mir. Il possède également une implémentation d'EGL.
Sur les GPU mobiles récents, le support d'EGL est généralisé en raison, notamment de son utilisation par Android et Chrome OS, ça n'est pas toujours le cas d'XGL, du moins lorsque les pilotes sont propriétaires. C'est donc un autre avantage à utiliser EGL, même si l'intention de passer de Xorg à Wayland n'est pas une priorité.

## Historique
- 23 juillet 2003 EGL 1.0
- 10 novembre 2004 EGL 1.1
- 28 juillet 2005 EGL 1.2
- 4 décembre 2006 EGL 1.3
- 4 décembre 2013 EGL 1.4
- 19 mars 2014 EGL 1.5[7] Il est supporté dans Mesa 3d pour les pilotes r600, radeonsi, nv50, nvc0, à partir de sa version 11, sortie le 12 septembre 2015[8].